# Sassaka-Fulbé
Ne doit pas être confondu avec Sassaka-Mossi.
Sassaka-Fulbé est une localité située dans le département de Kossouka de la province du Yatenga dans la région Nord au Burkina Faso.

## Géographie
Sassaka-Fulbé est situé à 4 km au sud-est de Kossouka, le chef-lieu du département, et à 13 km au sud-est de Séguénéga. Le village forme un ensemble avec Sassaka-Mossi distant d'un kilomètre. Le village est juste au sud de la route nationale 15.

## Santé et éducation
Le centre de soins le plus proche de Sassaka-Fulbé est le centre de santé et de promotion sociale (CSPS) de Kossouka tandis que le centre médical avec antenne chirurgicale (CMA) de la province se trouve à Séguénéga.